# Immanuel Quickley
Immanuel Jaylen Quickley (Havre de Grace, 17 giugno 1999) è un cestista statunitense, professionista nella NBA con i Toronto Raptors.

## High school
Mentre frequentava la John Carroll School, Quickley ha avuto una seconda stagione di successo e una media di 17,7 punti, 3,9 rimbalzi, 2,9 assist e 1,5 palle recuperate a partita. Ha affondato una tripla sulla sirena per guidare i Patriots a una vittoria per 51–50 sulla Mount Saint Joseph High School nel campionato della Baltimore Catholic League e ha ottenuto il riconoscimento All-Metro Player of the Year. Quickley ha registrato una media di 23,7 punti e 7,2 assist a partita da junior ed è stato nominato nella First Team All-Metro. Arrivando al suo ultimo anno, Quickley ha tirato il 41% da dietro l'arco nell'Adidas AAU. Quickley è stato nominato MVP della sua squadra del liceo dopo aver segnato 19 punti in una sconfitta per 71-58 contro la Hudson Catholic High Schoolnell'HoopHall Classic come senior.  Ha pubblicato 20,8 punti, 6,7 rimbalzi, 6,7 assist e 3,7 palle rubate a partita da senior e ha portato la squadra al titolo della Maryland Interscholastic Athletic Association A Conference. Quickley è stato nominato McDonald's All-American e ha partecipato alla sparatoria da 3 punti del Powerade Jam Fest.

## College
Da matricola, Quickley ha ottenuto una media di 5,2 punti, 1,8 rimbalzi e 1,2 assist a partita.  Quickley ha segnato 16 punti in una vittoria per 91-49 contro l'Eastern Kentucky l'8 novembre 2019. Ha ottenuto 18 punti nella vittoria per 78-70 sui rivali di Louisville il 28 dicembre. Al termine della stagione regolare, Quickley è stato nominato giocatore dell'anno SEC e inserito nel SEC First Team. Ha ottenuto una media di 16,1 punti e 4,2 rimbalzi a partita al secondo anno. Dopo la stagione, Quickley ha dichiarato la sua eleggibilità per il Draft NBA 2020 e l'assunzione un agente.

## NBA

### New York Knicks (2020-)
Quickley è stato scelto con la 25ª scelta assoluta nel Draft NBA 2020 dagli Oklahoma City Thunder; egli è stato poi ceduto ai New York Knicks il 20 novembre 2020. Il 28 novembre 2020 ha firmato con i Knicks.

## Statistiche

### NCAA
| Anno      | Squadra           | PG | PT | MP   | TC%  | 3P%  | TL%  | RP  | AP  | PRP | SP  | PP   |
| --------- | ----------------- | -- | -- | ---- | ---- | ---- | ---- | --- | --- | --- | --- | ---- |
| 2018-2019 | Kentucky Wildcats | 37 | 7  | 18,5 | 37,2 | 34,5 | 82,8 | 1,8 | 1,2 | 0,4 | 0,0 | 5,2  |
| 2019-2020 | Kentucky Wildcats | 30 | 20 | 33,0 | 41,7 | 42,8 | 92,3 | 4,2 | 1,9 | 0,9 | 0,1 | 16,1 |
| Carriera  | Carriera          | 67 | 27 | 24,9 | 40,2 | 39,7 | 89,5 | 2,9 | 1,5 | 0,6 | 0,1 | 10,1 |

#### Massimi in carriera
- Massimo di punti: 30 vs Texas A&M (25 febbraio 2020)[1]
- Massimo di rimbalzi: 12 vs Auburn (29 febbraio 2020)
- Massimo di assist: 5 (2 volte)
- Massimo di palle rubate: 3 (4 volte)
- Massimo di stoppate: 1 (5 volte)
- Massimo di minuti giocati: 42 vs Texas Tech (25 gennaio 2020)

### NBA

#### Regular Season
| Anno      | Squadra         | PG  | PT | MP   | TC%  | 3P%  | TL%  | RP  | AP  | PRP | SP  | PP   |
| --------- | --------------- | --- | -- | ---- | ---- | ---- | ---- | --- | --- | --- | --- | ---- |
| 2020-2021 | N.Y. Knicks     | 64  | 3  | 19,4 | 39,5 | 38,9 | 89,1 | 2,1 | 2,0 | 0,5 | 0,2 | 11,4 |
| 2021-2022 | N.Y. Knicks     | 78  | 3  | 23,1 | 39,2 | 34,6 | 88,1 | 3,2 | 3,5 | 0,7 | 0,0 | 11,3 |
| 2022-2023 | N.Y. Knicks     | 81  | 21 | 28,9 | 44,8 | 37,0 | 81,9 | 4,2 | 3,4 | 1,0 | 0,2 | 14,9 |
| 2023-2024 | N.Y. Knicks     | 30  | 0  | 24,0 | 45,4 | 39,5 | 87,2 | 2,6 | 2,5 | 0,5 | 0,1 | 15,0 |
| 2023-2024 | Toronto Raptors | 38  | 38 | 33,3 | 42,2 | 39,5 | 84,1 | 4,8 | 6,8 | 0,9 | 0,2 | 18,6 |
| 2024-2025 | Toronto Raptors | 33  | 33 | 27,8 | 42,0 | 37,8 | 86,7 | 3,5 | 5,8 | 0,7 | 0,1 | 17,1 |
| Carriera  | Carriera        | 324 | 98 | 25,6 | 42,1 | 37,5 | 85,8 | 3,4 | 3,7 | 0,7 | 0,1 | 14,0 |

#### Play-off
| Anno     | Squadra     | PG | PT | MP   | TC%  | 3P%  | TL%  | RP  | AP  | PRP | SP  | PP  |
| -------- | ----------- | -- | -- | ---- | ---- | ---- | ---- | --- | --- | --- | --- | --- |
| 2021     | N.Y. Knicks | 5  | 0  | 15,4 | 30,3 | 36,4 | 71,4 | 1,4 | 1,0 | 0,6 | 0,0 | 5,8 |
| 2023     | N.Y. Knicks | 8  | 0  | 21,9 | 34,8 | 24,3 | 85,0 | 1,6 | 1,0 | 0,5 | 0,0 | 9,0 |
| Carriera | Carriera    | 13 | 0  | 19,4 | 33,3 | 27,1 | 81,5 | 1,5 | 1,0 | 0,5 | 0,0 | 7,8 |

#### Massimi in carriera
- Massimo di punti: 40 vs Houston Rockets (27 marzo 2023)[2]
- Massimo di rimbalzi: 18
- Massimo di assist: 15 vs Dallas Mavericks (27 dicembre 2022)
- Massimo di palle rubate: 4 (3 volte)
- Massimo di stoppate: 3 vs Sacramento Kings (22 gennaio 2021)
- Massimo di minuti giocati: 55 vs Boston Celtics (5 marzo 2023)

## Palmarès

### NCAA
- McDonald's All-American Game (2018)

#### NBA
- NBA All-Rookie Second Team (2021)